# Giocondo Albertolli
Giocondo Giuseppe Albertolli (* 24. Juli 1742 in Bedano; † 15. November 1839 in Mailand) war ein Schweizer Bildhauer, Ornamentzeichner und Architekt.

## Leben

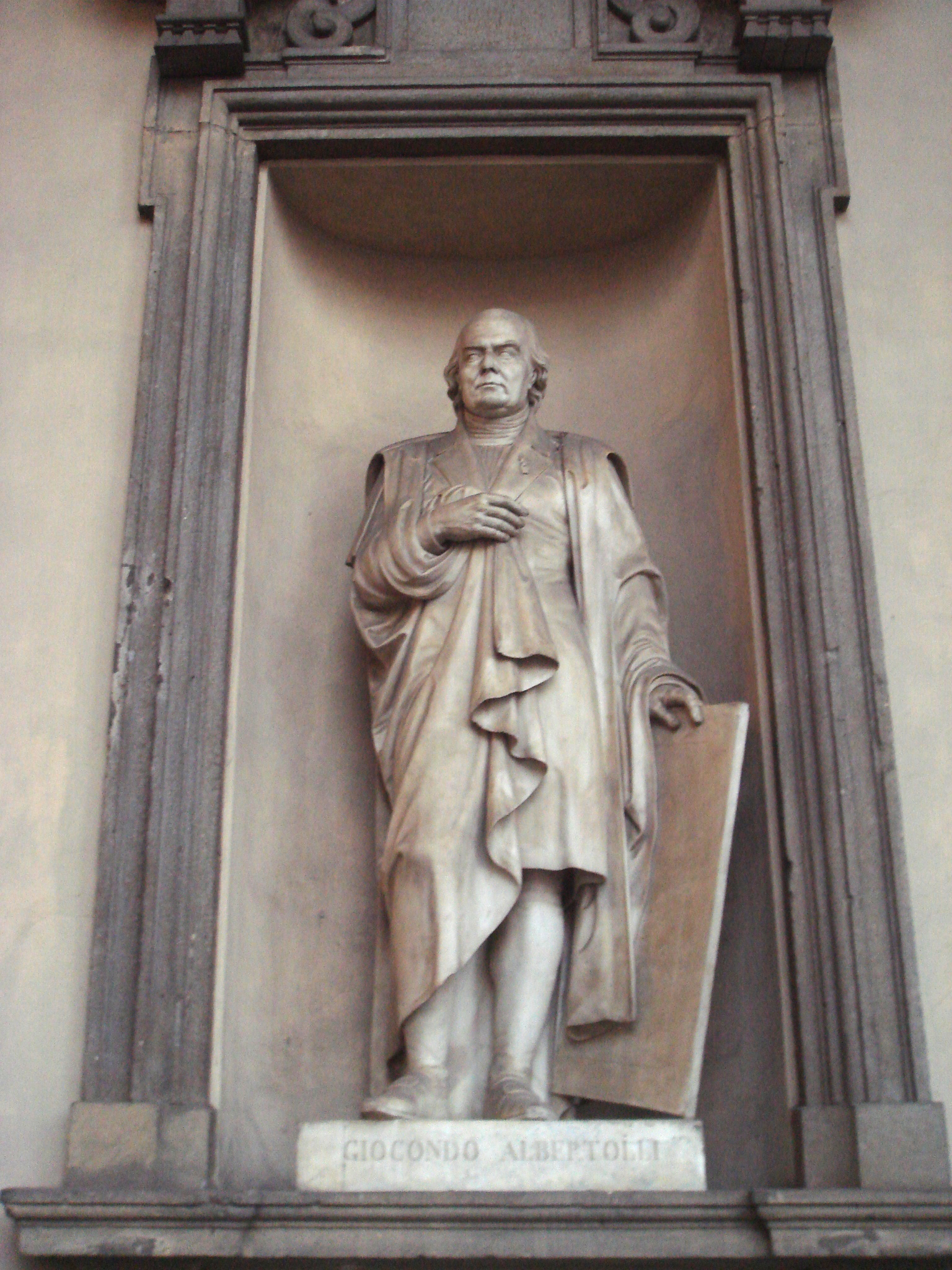
Giocondo Albertolli

Giocondo Albertolli wurde als Sohn des Architekten Francesco Saverio und dessen Frau Margherita De Giorgi am 24. Juli 1742 in Bedano geboren. Seine erste Ausbildung erhielt er in Aosta am Kollegium. Zum Bildhauer, Zeichner und Architekten wurde er ab dem Alter von elf Jahren an der Akademie der Schönen Künste unter Giuseppe Peroni in Parma ausgebildet. Zehn Jahre blieb er da und arbeitete an Stuckverzierungen in Kirchen. Außerdem erschuf er die Figuren des Triumphbogens des Ennemond Alexandre Petitot, der zugleich großen Einfluss auf Albertolli hatte.
1770 schließlich berief man Albertolli nach Florenz, wo er für die Dekoration der Villa von Poggio Imperiale zuständig war. In dieser Zeit unternahm er auch eine Reise nach Rom und Neapel. 1774 erhielt er einen Auftrag, am Palazzo Reale in Mailand zu arbeiten. Es ging um die Dekoration des Regierungsgebäudes, was Albertolli derart vollendete, dass er in der Folgezeit viele Anfragen adeliger Bürger bekam, ihre Villen zu dekorieren. Das Regierungsgebäude war von Giuseppe Piermarini entworfen worden, der Albertolli berufen hatte und auch später mit ihm zusammenarbeitete. Gemeinsam prägten sie die Architektur in der Lombardei.

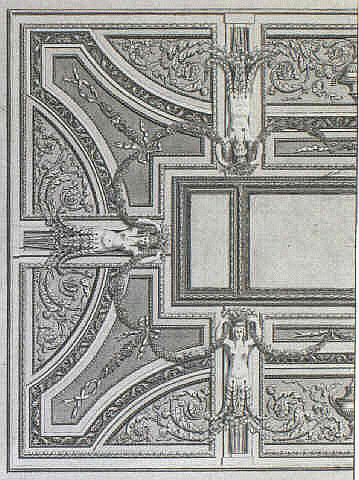
Entwurf für eine Stuckdecke

Albertolli war 1775 einer der Gründer der Akademie der schönen Künste in Brera. Zum Ritter der Eisernen Krone wurde er 1809 von Napoleon ernannt. Er fungierte als Leiter und Professor der Ornamentik-Schule der Akademie und schrieb in dieser Zeit vier Standardwerke der gestalterischen Ausbildung seiner Zeit, musste diese Stelle aber nach 37 Jahren 1812 wegen einer Augenerkrankung an seinen Neffen abgeben. Trotzdem wirkte er auch fortan als Aufseher über die Wettbewerbe der Akademie. 1807 war er außerdem zum Mitglied der Commissione del Pubblico ornato, genannt Verschönerungskommission, ernannt worden, was er bis 1814 blieb.

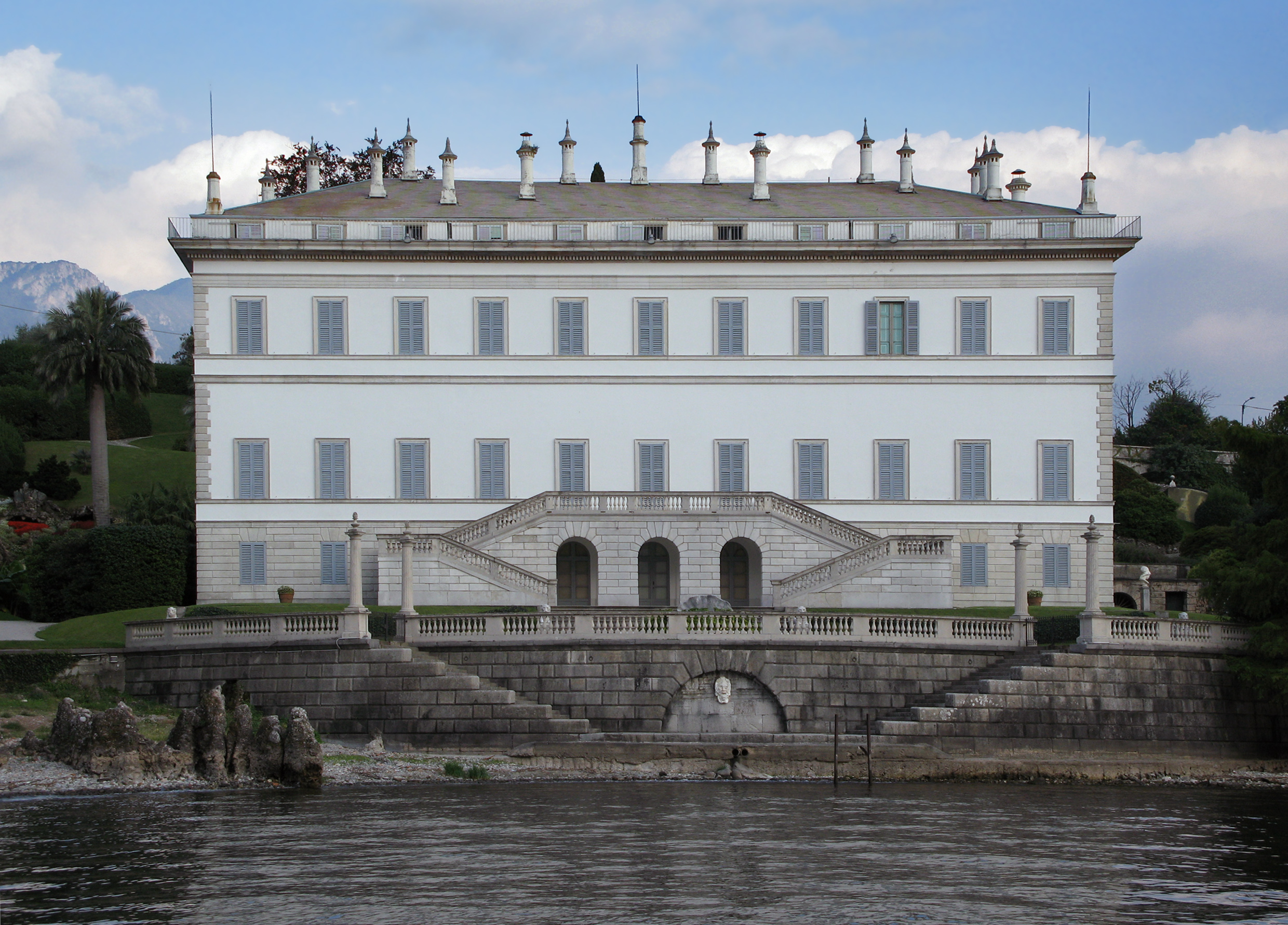
Die Villa Melzi, die Albertolli von 1808 bis 1810 erbaute

Die letzten Werke Albertollis waren der Palazzo Melzi in Porta Nuova, in Mailand der Altar des heiligen Markus, in Bellagio die Villa Melzi und ein Haus in Lugano, in dem er später selbst wohnte. Daneben wohnte er hauptsächlich in Mailand, verweilte aber mehrmals für kurze Zeit in seiner Heimatstadt Bedano, wo er auch ein Haus erbaute. Schließlich verstarb er am 15. November 1839 in Mailand im Alter von 96 Jahren.
Albertolli war mit Marta Caterina De Giorgi verheiratet gewesen und hatte 15 Kinder. Unter anderem der Sohn Raphael, der 1812 starb, wirkte auch als Architekt.

## Werke

### Dekorationsaufträge
- Santa Brigida, Parma, 1765
- Villa del Poggio Imperiale, bei Florenz, 1770
- Peter und Paul, Zwei Statuen, Duomo di Casalmaggiore, Cremona, 1772
- Hauptaltar von San Marco, Mailand, 1816
- Meridiana-Gemächer, Palazzo Pitti, Florenz, 1774
- Ausstattung des Königspalastes, Mailand, 1774

### Bauwerke
- Eigenes Wohnhaus, Bedano, 1797–99
- Siegesdenkmal, Lodi, 1808–09 (zerstört)
- Villa Melzi, Bellagio, 1808–10
- Kapelle der Villa Melzi, Bellagio, 1814–17

### Schriften
- Ornamenti diversi, Mailand 1796
- Alcune decorazioni di nobili sali, Mailand 1787
- Miscellanea per i giovani studiosi del disegno, Mailand 1796
- Corso elementare die ornamenti architettonici ideato ed disegnato ad uso de' principanti, Mailand 1805